# ألبرت وولف (ملحن)
ألبرت وولف (بالفرنسية: Albert Louis Wolff)‏ هو موزع وعازف بيانو وملحن فرنسي، ولد في 19 يناير 1884 في الدائرة السابعة في باريس في فرنسا، وتوفي في 20 فبراير 1970 في باريس في فرنسا.

## وصلات خارجية
- ألبرت وولف على موقع IMDb (الإنجليزية)
- ألبرت وولف على موقع ميوزك برينز (الإنجليزية)
- ألبرت وولف على موقع أول ميوزيك (الإنجليزية)
- ألبرت وولف على موقع ديسكوغز (الإنجليزية)
- ألبرت وولف على موقع قاعدة بيانات الفيلم (الإنجليزية)